# Henri Antoine Auguste Selves
Pour les articles homonymes, voir Selve.
Henry Antoine Auguste Selves est un homme politique français, né le 2 juillet 1790 à Montauban (Tarn-et-Garonne) et mort le 14 octobre 1854 en l'asile de Charenton à Saint-Maurice (Val-de-Marne).

## Biographie
Fils de l'avocat en parlement Jean-Baptiste Selves (1756-1823), Selves est imprimeur lithographe à l'université de Paris. Conseiller général, il est député de Seine-et-Marne de 1837 à 1839 et siège au centre gauche, dans l'opposition.
Il dépose le 31 mars 1838 un brevet d’invention pour « une machine qu’il nomme sphérogène, propre à fabriquer des globes terrestres et célestes de toutes dimensions ».
Il meurt célibataire. Domicilié en dernier lieu à Brie-Comte-Robert, il est présenté comme géographe.

## Sources
- « Henri Antoine Auguste Selves », dans Adolphe Robert et Gaston Cougny, Dictionnaire des parlementaires français, Edgar Bourloton, 1889-1891 [détail de l’édition]